# 拉戈津诺农村居民点
拉戈津诺农村居民点（俄语：Рагозинское сельское поселение）是俄罗斯联邦布良斯克州波切普区所属的一个农村居民点。其下辖有12个居民点，行政中心为上兹洛宾卡。据2015年统计，该农村居民点的人口为656人。